# Kota Setar
Kota Setar is een district in de Maleisische deelstaat Kedah.
Het district telt 367.000 inwoners op een oppervlakte van 670 km².